# World Museum
Le World Museum est un musée situé à Liverpool, en Angleterre. Il fait partie du réseau des National Museums Liverpool.

## Histoire
Passionné d'histoire naturelle, le 13e comte de Derby Edward Smith-Stanley amasse une vaste collection d'animaux vivants et morts. Il décide de léguer ses animaux empaillés, principalement des oiseaux, à la ville de Liverpool, à condition que cette dernière trouve un endroit pour l'accueillir et s'engage à en prendre soin. À sa mort, en 1851, son fils et héritier Edward Smith-Stanley, 14e comte de Derby, organise le transfert de sa collection à la municipalité de Liverpool. Le musée, baptisé Derby Museum et situé sur Slater Street, ouvre ses portes le 8 mars 1853.
Grâce aux fonds apportés par le banquier William Brown, le musée déménage rapidement vers un nouveau site à Shaw's Brow (rebaptisée ultérieurement William Brown Street). Le nouveau musée, conçu par l'architecte Thomas Allom, est inauguré le 18 octobre 1860.
Le 3 mai 1941, pendant le Blitz, la ville de Liverpool est la cible des aviateurs allemands. Le musée fait partie des bâtiments endommagés pendant ces bombardements. Il reste fermé pendant plus d'une décennie et ne rouvre ses portes que le 26 janvier 1956.
Le musée est rebaptisé World Museum en 2005.